# Attila Petschauer
Attila Petschauer (14 décembre 1904 à Budapest - 20 janvier 1943 à Davydovka) est un escrimeur hongrois pratiquant le sabre, double champion olympique. Interné car juif, il est mort en déportation.

## Biographie

### Les débuts
Né à Budapest, Petschauer devient membre de l'équipe d'escrime pour les jeux olympiques de 1928 et 1932. Petschauer est considéré comme étant l'un des meilleurs sabreurs des années 1920 et 1930. Petschauer est surnommé « le nouveau D'Artagnan » par son entraîneur.

### Championnat d'Europe
En 1923, alors âgé de seulement 19 ans, il remporte une première médaille de bronze aux championnats d'Europe.
En quelques années, il remporte plusieurs distinctions : en individuel il remporte deux médailles d'argent en 1925 et 1929, et deux de bronze en 1927 et 1930. Aux championnats d'Europe de 1930 et 1931, Petschauer et l'équipe de sabre hongroise remportent la médaille d'or.

### Jeux olympiques

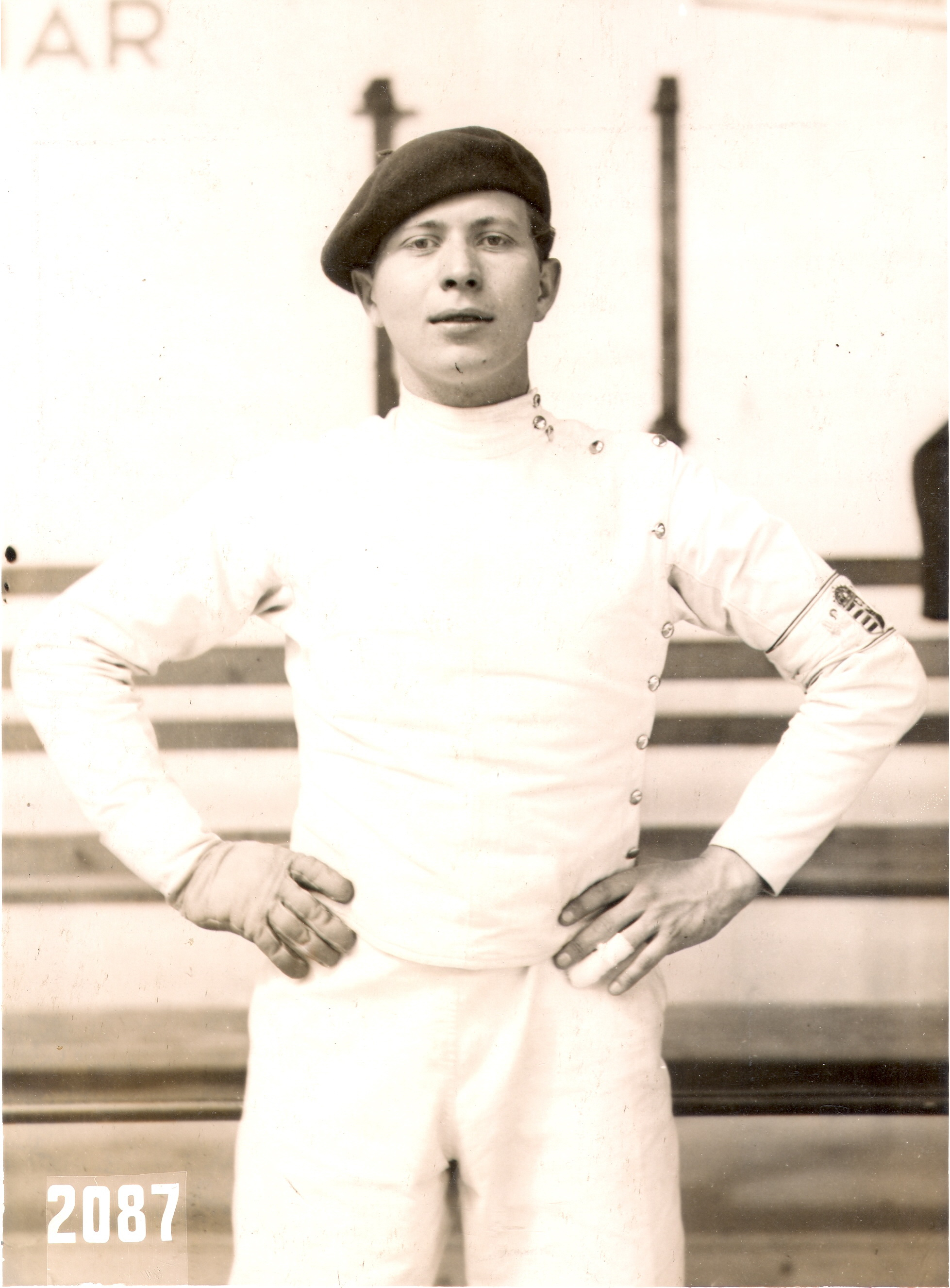
Attila Petschauer (1928)

À Amsterdam en 1928, il remporte l'or avec l'équipe hongroise de sabre. Ses coéquipiers sont János Garay (en) et Sándor Gombos (en), qui sont les seuls membres de l'International Jewish Sports Hall of Fame. En sabre individuel, Petschauer remporte la médaille d'argent. Il rencontre en finale le hongrois Odon Tersztyanssky — ils gagnent 9 touches chacun dans cette finale —, mais est battu en barrage par son compatriote 5-2.
Aux Jeux olympiques d'été de 1932, Petschauer fait partie de l'équipe championne de sabre hongroise. Les Hongrois remportent facilement la médaille d'or en battant les États-Unis, Italie et la Pologne en combinant 31-6. Mais en solo il finit 5e.

### Camp de travail forcé
Pendant les premières années de la guerre, Petschauer parvient à échapper au service du travail forcé imposé aux Juifs hongrois, en raison sa réputation de sportif. Petschauer est cependant finalement envoyé en 1943 dans un camp de travail forcé en Ukraine, dans la ville de Davydovka. Petschauer est reconnu par l'officier hongrois dirigeant le camp, le lieutenant-colonel Kalman Cseh, qui était compétiteur en équitation pour la Hongrie en 1928 aux Jeux olympiques et qui le détestait. Cseh demande aux gardes du camp de s'occuper spécialement de Petschauer. Le champion olympique Károly Kárpáti a, dans ses mémoires, décrit les conditions tragiques de sa mort : 

« Les gardes lui ont dit : « Toi, le médaillé olympique... regarde cet arbre où tu vas mourir ». C'était encore l'hiver et la température était basse, mais il fut déshabillé et suspendu à un arbre. Les gardes s'amusèrent à le tabasser, et l'aspergèrent d'eau. La glace se forma sur son corps... Il est  mort peu après. »

## Hommages

### Film
La vie et la mort de Petschauer sont racontées dans un film d'István Szabó, Sunshine (1999), avec Ralph Fiennes dans son rôle. Le film est une fiction, qui reprend des bribes de la vie de Petschauer.

### Hall of Fame
Il est intronisé dans l'International Jewish Sports Hall of Fame en 1985.

### Événement commémoratif
Le Attila Petschauer Sabre Open, compétition lancée en 1994 par l'un de ses descendants le Dr. Richard Markowitz, est l'un des principales compétitions de sabre aux États-Unis.

## Palmarès
- Jeux olympiques d'été
  -  Médaille d'or au sabre par équipe en 1928
  -  Médaille d'argent au sabre individuel en 1928
  -  Médaille d'or au sabre par équipe en 1932
- Championnats d'Europe
  -   Médaille de bronze au sabre individuel 1923
  -  Médaille d'argent au sabre individuel 1925 et 1929
  -   Médaille de bronze au sabre individuel 1927 et 1930
  -  Médaille d'or au sabre par équipe de 1930 à 1931